# Alfons Piorunowski
Alfons Piorunowski, ps. Zbigniew Leliwa, Muzyk, Plenipotent, Stefan (ur. 2 sierpnia 1897 w Warszawie, zm. 1944 tamże) – major piechoty Wojska Polskiego, działacz niepodległościowy.

## Życiorys
Urodził się 2 sierpnia 1897 w Warszawie, w rodzinie Aleksandra i Wiktorii z Ożarkowskich. Początkowo uczył się w Szkole Handlowej w Pruszkowie, szóstą klasę ukończył w Gimnazjum Mariana Rychłowskiego w Warszawie w 1916 roku, a później kontynuował naukę na Wydziale Budowlanym Szkoły Przemysłowo-Technicznej Jana Dal-Trozzo w Warszawie.
W 1915 roku ochotniczo wstąpił do batalionu warszawskiego POW. Od marca 1916 uczył się w Szkole Podchorążych Piechoty w Warszawie, po czym został komendantem Okręgu I POW w Pruszkowie i zastępcą Komendanta Obwodu XI POW. W listopadzie 1918 roku, będąc dowódcą kompanii Obwodu XV POW, uczestniczył w rozbrajaniu Niemców w Warszawie. Od tego miesiąca służył w 2 pułku piechoty Legionów. W pierwszej połowie 1919 roku uczył się w Szkole Podchorążych Piechoty w Warszawie, po czym wrócił do macierzystego pułku. Od sierpnia tego roku służył jako oficer wywiadowczy w sztabie 2 Dywizji Piechoty Legionów, od października był dowódcą szkoły dla „wywiadowców frontowych i dywersyjnych” przy tej dywizji. W sztabie zajmował się „defensywą”, jednocześnie (w listopadzie 1919 roku) był komendantem Stacji Kontrolnej L.5 stacjonującej w Smolewiczach. Od marca 1920 roku był referentem stacji kontrolnych w Oddziale II sztabu Frontu Litewsko-Białoruskiego. Od lipca 1920 roku był dowódcą konnego oddziału wywiadowczego w grupie mjr. Mariana Zyndram-Kościałkowskiego. Od października tego roku służył jako oficer Oddziału II sztabu Wojska Litwy Środkowej. Od grudnia 1920 roku był dowódcą szwadronu żandarmerii polowej szefostwa Służby Bezpieczeństwa Wojska Litwy Środkowej stacjonującego w Wilnie, wreszcie od kwietnia 1921 roku służył na stanowisku inspektora wyszkolenia w Komendzie Głównej Związku Bezpieczeństwa Kraju w Wilnie. Następnie został przeniesiony do rezerwy, z przydziałem w rezerwie do 2 pułku piechoty Legionów.
16 listopada 1923 roku został przemianowany z dniem 1 listopada 1923 roku na oficera zawodowego w stopniu porucznika ze starszeństwem z 1 czerwca 1919 roku i 2239,5 lokatą w korpusie oficerów piechoty, i wcielony do 2 pułku piechoty Legionów. W styczniu 1924 roku został przydzielony do Powiatowej Komendy Uzupełnień Suwałki na stanowisko oficera instrukcyjnego. W styczniu 1924 roku został przeniesiony z 2 do 6 pułku piechoty Legionów w Wilnie z pozostawieniem na zajmowanym stanowisku w PKU Suwałki. We wrześniu 1924 roku został odkomenderowany do Ekspozytury Nr 1 Oddziału II Sztabu Generalnego. W październiku tego roku został przydzielony z PKU Suwałki do macierzystego pułku z pozostawieniem na odkomenderowaniu w Ekspozyturze Nr 1 Oddziału II SG. Po odbyciu kursu w 3 pułku Saperów Wileńskich (od listopada 1924 do września 1925 roku) powrócił do 6 pp Leg. na stanowisko dowódcy plutonu, później dowodził kompanią w tym pułku. Od lipca 1928 roku służył jako referent dyscypliny i bezpieczeństwa w Komendzie Placu w Wilnie. Później, do wybuchu II wojny światowej służył w Samodzielnym Referacie Informacyjnym przy Dowództwie Okręgu Korpusu Nr III w Grodnie. Od 22 grudnia 1934 roku był kierownikiem SRI DOK nr III w Grodnie.
W czasie okupacji początkowo działał w Związku Odbudowy Rzeczypospolitej. Od kwietnia 1942 roku był szefem Wydziału II Komendy Okręgu Warszawa Armii Krajowej. Po odwołaniu z tego stanowiska we wrześniu 1943 roku pozostawał w dyspozycji Komendy Głównej Armii Krajowej. 22 kwietnia 1944 roku został kierownikiem komórki „Kasyno” (odpowiedzialnej za bezpieczeństwo Oddziału II Komendy Głównej, poza kontrwywiadem).
Zaginął w czasie powstania warszawskiego.

## Awanse
- plutonowy – przed listopadem 1918 roku
- podporucznik – 1919
- porucznik
- kapitan – 1923
- major – 3 maja 1944 roku[1]

## Ordery i odznaczenia
- Krzyż Niepodległości – 9 listopada 1931 „za pracę w dziele odzyskania niepodległości”[13]
- Złoty Krzyż Zasługi z Mieczami – 3 października 1944
- Srebrny Krzyż Zasługi – 19 marca 1935 „za zasługi w służbie wojskowej”[14][1]
- Krzyż Zasługi Wojsk Litwy Środkowej – 3 marca 1926[15]